# 9968 Serpe
9968 Serpe este un asteroid din centura principală de asteroizi.

## Descriere
9968 Serpe este un asteroid din centura principală de asteroizi. A fost descoperit pe 4 mai 1992 la Observatorul La Silla de Henri Debehogne. El prezintă o orbită caracterizată de o semiaxă mare de 2,57 ua, o excentricitate de 0,05 și o înclinație de 13,0° în raport cu ecliptica.